# ژاکوی نانتی
ژاکوی نانتی (فرانسوی: Jacquot de Nantes‎) فیلمی درام فرانسوی به کارگردانی آنیس واردا است که در سال ۱۹۹۱ منتشر شد. این فیلم در مورد زندگی همسر آنیس واردا، ژاک دمی کارگردان و فیلمنامه‌نویس است.